# Поэтичная Джастис
«Поэтичная Джастис» (англ. Poetic Justice) — американская романтическая драма Джона Синглтона 1993 года с Джанет Джексон, Тупаком Шакуром, Реджиной Кинг и Джо Торри в главных ролях. Это второй фильм Синглтона, который последовал за его успешным дебютным фильмом «Ребята по соседству» (1991). Фильм получил смешанные отзывы во время своего выхода, но постепенно приобрёл культовый статус.

## Сюжет
Джастис живёт в Лос-Анджелесе в Южном Централе и работает в парикмахерской. Её мама покончила с собой, когда она была ещё ребёнком и Джастис воспитывала бабушка, но несколько лет назад и она умерла. Джастис живёт одна с котами в большом бабушкином доме. В свободное время она пишет стихи. У Джастис был парень по имени Маркелл, но его застрелили прямо во время их свидания в кинотеатре под открытым небом какие-то парни которым ранее он перешёл дорогу.
Подруга Джастис Иеша предлагает той поехать вместе с ней и её новым парнем в Окленд. Её парня зовут Чикаго и он работает на почте. Иногда он должен возить почту на почтовом фургоне в Окленд. Иеша предлагает подруге прокатиться вместе с ними. К своему неудовольствию Джастис обнаруживает, что второго почтальона, который поедет с ними, она знает. Его зовут Лаки и он приставал к ней в парикмахерской.
У Лаки у самого трагическая история. У него от бывшей девушки осталась маленькая дочка. Он периодически навещает свою бывшую, чтобы провести время с дочкой и помочь деньгами. В последний свой визит он обнаружил, что его бывшая теперь употребляет наркотики. Он забрал от неё дочку и отвёз к своей маме. Лаки хотел бы заниматься рэп-музыкой. Его двоюродный брат Калил живёт в Окленде и уже записывает свои собственные треки.
Чикаго, Иеша, Лаки и Джастис отправляются в путешествие. По пути они делают остановки в различных местах. Чикаго и Иеша всю дорогу без конца ругаются и мирятся. Джастис же поначалу холодна к Лаки, но постепенно они начинают проникаться друг другом. В какой-то момент Чикаго и Иеша начинают драться. Лаки выгоняет своего коллегу из фургона и последние мили они еду втроём.
В Окленде, прежде чем ехать сдавать почту, Лаки хочет навестить Калила. На месте он узнаёт, что того только что подстрелили. Лаки начинает винить в этом себя. Ведь если бы он ехал без остановок, чтобы посидеть с Джастис у океана, то приехал бы раньше и помешал бы трагедии. На этой почве он вообще не хочет больше общаться с Джастис. Лаки просит тётю Одри отдать ему звукозаписывающее оборудование Калила, чтобы он мог продолжить его дело.
Проходит время, прежде чем Лаки находит в себе силы, чтобы прийти в парикмахерскую и извиниться перед Джастис. Он берёт с собой свою дочку. Джастис прощает его и их чувства вспыхивают с новой силой.

## В ролях
- Джанет Джексон — Джастис
- Тупак Шакур — Лоуренс «Лаки»
- Реджина Кинг — Иеша
- Джо Торри — Чикаго
- Тайра Феррелл — Джесси
- Роуз Уивер — тётя Одри
- Билли Зейн — Брэд
- Лори Петти — Пенелопа
- Ханди Александер — Симон
- Джон Котрэн-мл. — дядя Эрл
- Майя Энджелоу — тётя Джун
- Норма Дональдсон — тётя Мэй
- Дженифер Льюис — Энн
- Майа Кэмпбелл — Шанте
- Рене Элизондо-мл. — Э Джей
- Клифтон Коллинз-мл. — начальник почтового отделения
- Tone Loc — Джеймс Пол «Боун»
- Q-Tip — Маркелл
- Кит Вашингтон — Декстер
- Роджер Гуэнвёр Смит — Хейвуд
- Майкл Коляр — попрошайка
- Баха Джексон — Баха
- The Last Poets — играют себя

## Производство
Это был второй фильм режиссёра Джона Синглтона. Его «Ребята по соседству» вышли в 1991 году. Теперь он хотел сделать фильм об афроамериканских женщинах. Синглтон изначально писал сценарий под Джанет Джексон. Роль Лаки первоначально была предложена Айс Кьюбу, но тот отказался от неё. Идею причёски с косичками для Джанет Синглтон взял из видеоклипа на песню «Remember the Time», который он снимал для Майкла Джексона. Там одна из танцовщиц носила такую причёску, и Синглтон предложил сделать что-то подобное с волосами Джанет для фильма. Сам фильм снимали аккурат во время Лос-анджелесского бунта 1992 года. Поэзия, использованная в фильме, принадлежит поэтессе Майе Энджелоу. Она также появляется в фильме в небольшой роли.

## Саундтрек
Альбом с саундтреком вышел 29 июня 1993 года. Альбом состоял из хип-хоп- и R&B-треков. С альбома вышло 3 сингла: «Get It Up» группы TLC (песня написана Принсом), «Indo Smoke» рэпера Mista Grimm и «Call Me a Mack» певца Ашера. На альбоме не было песни «Again» за которую Джанет Джексон получила номинацию на премию «Оскар». Эта песня вышла на альбоме Janet.

## Приём
Фильм получил смешанные отзывы. На сайте Rotten Tomatoes рейтинг фильма составляет 35 % на основе 31 рецензии. На Metacritic у фильма 51 балл из 100 на основе мнения 20 критиков. При производственном бюджете в $14 млн фильм собрал в прокате $27,5 млн.
Первый фильм Джона Синглтона «Ребята по соседству» получил две номинации на «Оскар» («Лучшая режиссура» и «Лучший сценарий»). Синглтон стал тогда самым молодым номинантом на премию «Оскар» за «Лучшую режиссуру» и первым афроамериканцем. Критики имели большие ожидания насчёт его следующего фильма. Поэтому «Поэтичную Джастис» постоянно сравнивали с его первым фильмом. Отмечалось, что новый фильм во многом слабее.
У песни «Again» Джанет Джексон были номинации на «Оскар» и «Золотой глобус». На MTV Movie Awards 1994 Джанет взяла призы в номинациях «Лучшая женская роль» и «Самая желанная женщина». На «Золотой малине» она получила номинацию «Худшая женская роль», а приз взяла в номинации «Худшая новая звезда».
Со временем фильм приобрёл культовый статус. «„Поэтичная Джастис“ по-своему так же влиятельна, как „Ребята по соседству“, и так же политизирована, как „Высшее образование“ и „Роузвуд“» — написал кинокритик The New York Times Энтони Скотт после смерти Джона Синглтона в 2019 году.